# 前田巳之助
前田 巳之助（まえだ みのすけ、1889年 - 1966年）は、日本の造園家、園芸家。紅雨という号がある。大阪生まれ。
1910年（明治43年）、京都高等工芸学校（現・京都工芸繊維大学）図案科第一部卒業。
1917年（大正6年）から兵庫県立柏原中学校の教諭となる。1919年（大正8年）から石川県金沢女子職業学校教授嘱託となる。翌年1920年（大正9年）宮内技手として宮内省内匠寮勤務となり、1933年（昭和8年）宮内技師となった。1935年（昭和10年）休職満期。

## 著作
著書
- 『造園と茶室建築』槙書店、1952年。

論稿
- 「前田紅雨偲ひ出」『武者小路』(章齋宗泉追悼號)S.14.12.28
- 庭園と繪 / 庭園. 4(10) (日本庭園協会, 1922-10)
- 或る公園の壁泉創案 / 庭園. 6(5) (日本庭園協会, 1924-05)
- 庭園の創作に就いて / 庭園. 8(4)(73) (日本庭園協会, 1926-04)
- 庭園の色彩から見た花卉 / 庭園. 10(2)(94) (日本庭園協会, 1928-02)
- 造園の施工と其の圖面 / 庭園. 10(4)(96) (日本庭園協会, 1928-05)
- 二條離宮二の丸の御庭 / 庭園. 10(9)(101) (日本庭園協会, 1928-11)
- テラコツタの製法、沿革及造園上の利用 / 庭園. 11(4)(106) (日本庭園協会, 1929-05)
- 小住宅の庭園(上) / 庭園. 11(5)(107) (日本庭園協会, 1929-06)
- 小住宅の造園(下) / 庭園. 11(6/7)(108) (日本庭園協会, 1929-08)
- 枯損木利用の造園裝飾物 / 庭園. 11(12)(112) (日本庭園協会, 1929-12)
- 壁泉の意匠 / 庭園. 12(7)(119) (日本庭園協会, 1930-07)
- 詩人の見たる庭園 / 庭園. 12(9)(121) (日本庭園協会, 1930-09)
- 造園と家相 / 庭園. 12(10/11)(122) (日本庭園協会, 1930-11)
- 造園徒弟の爲めの學校 / 庭園. 12(12)(123) (日本庭園協会, 1930-12)
- 我が習作 自然から得た構成 / 庭園. 13(12)(135) (日本庭園協会, 1931-12)
- 書籍の裝幀と造園圖書 / 庭園. 15(5)(152) (日本庭園協会, 1933-05)
- 小面積の岩石庭 / 庭園. 16(1) (日本庭園協会, 1934-01)
- 石の癖と石組 / 庭園. 18(10) (日本庭園協会, 1936-10)
- 流れの造り方 / 庭園. 20(8) (日本庭園協会, 1938-08)
- 觀賞と防火――池の造り方 / 庭園. 21(7) (日本庭園協会, 1939-07)
- 療養本位の造園 / 庭園. 22(1) (日本庭園協会, 1940-01)
- 療養本位の造園 / 庭園. 22(2) (日本庭園協会, 1940-02)
- 平泉のほとり / 庭園. 22(7) (日本庭園協会, 1940-07)
- 家庭防火池の造り方 / 庭園. 25(10) (日本庭園協会, 1943-11)
- 家庭防空待避壕の造り方 / 庭園. 26(1) (日本庭園協会, 1944-01)